# Castilleja elegans
Castilleja elegans är en snyltrotsväxtart som beskrevs av Malte Oscar Malte. Castilleja elegans ingår i släktet målarborstar, och familjen snyltrotsväxter. Inga underarter finns listade i Catalogue of Life.

## Bildgalleri

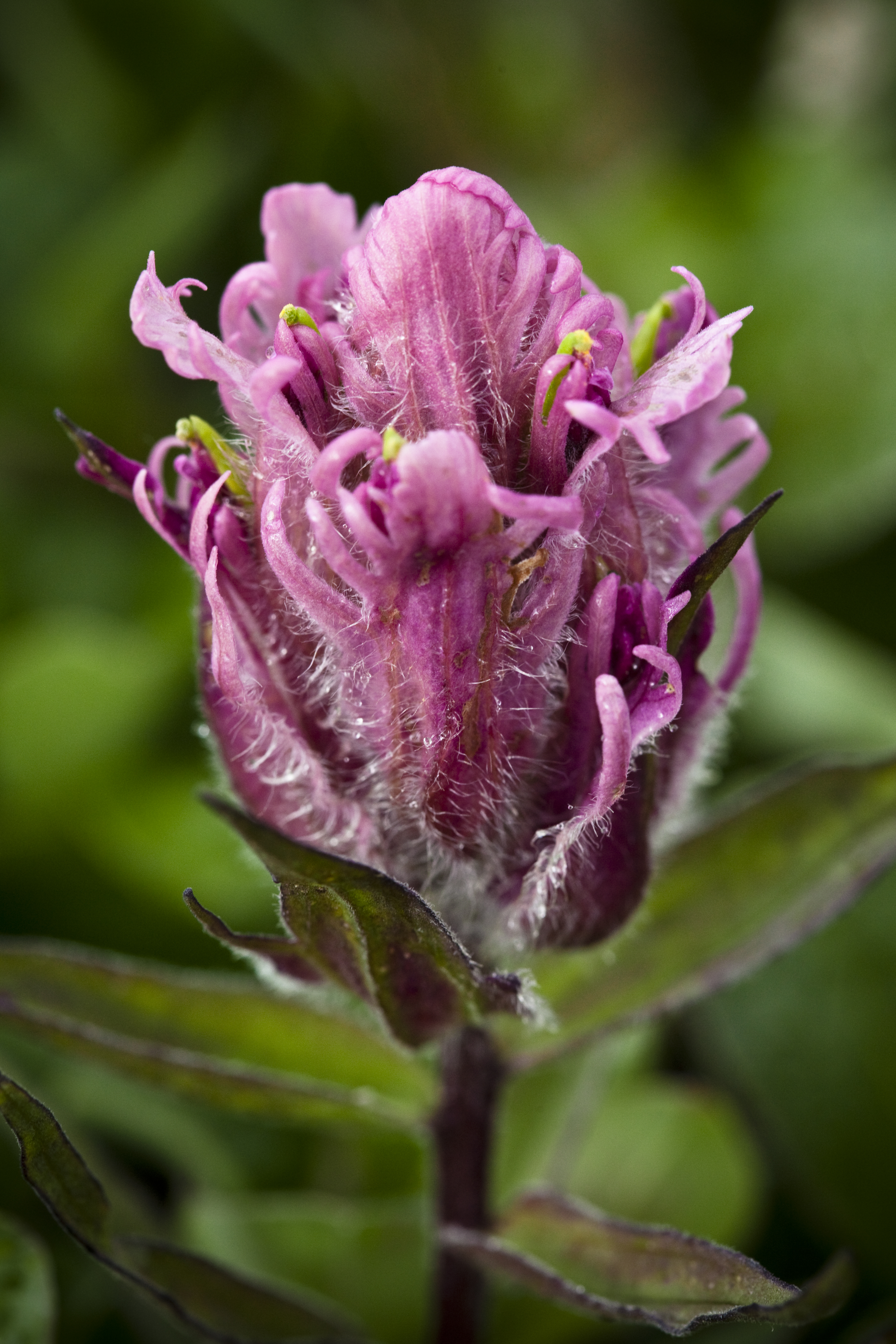